# Peugeot Quadrilette
Peugeot Quadrilette foi o nome popular atribuído a dois modelos de baixo custo da Peugeot: o Peugeot Tipo 161 e o Peugeot Tipo 172 (e sua variante Tipo 172 BS) produzidos entre 1920 e 1924.
Desde o fim da Primeira Guerra Mundial, a Peugeot buscava um veículo de baixo custo para colocar em produção e melhorar sua situação financeira. O projeto do Tipo 161, estava pronto no segundo semestre de 1919, mas a reorganização das instalações da fábrica de Beaulieu sur Doubs, atrasaram o início da produção.

## O Tipo 161

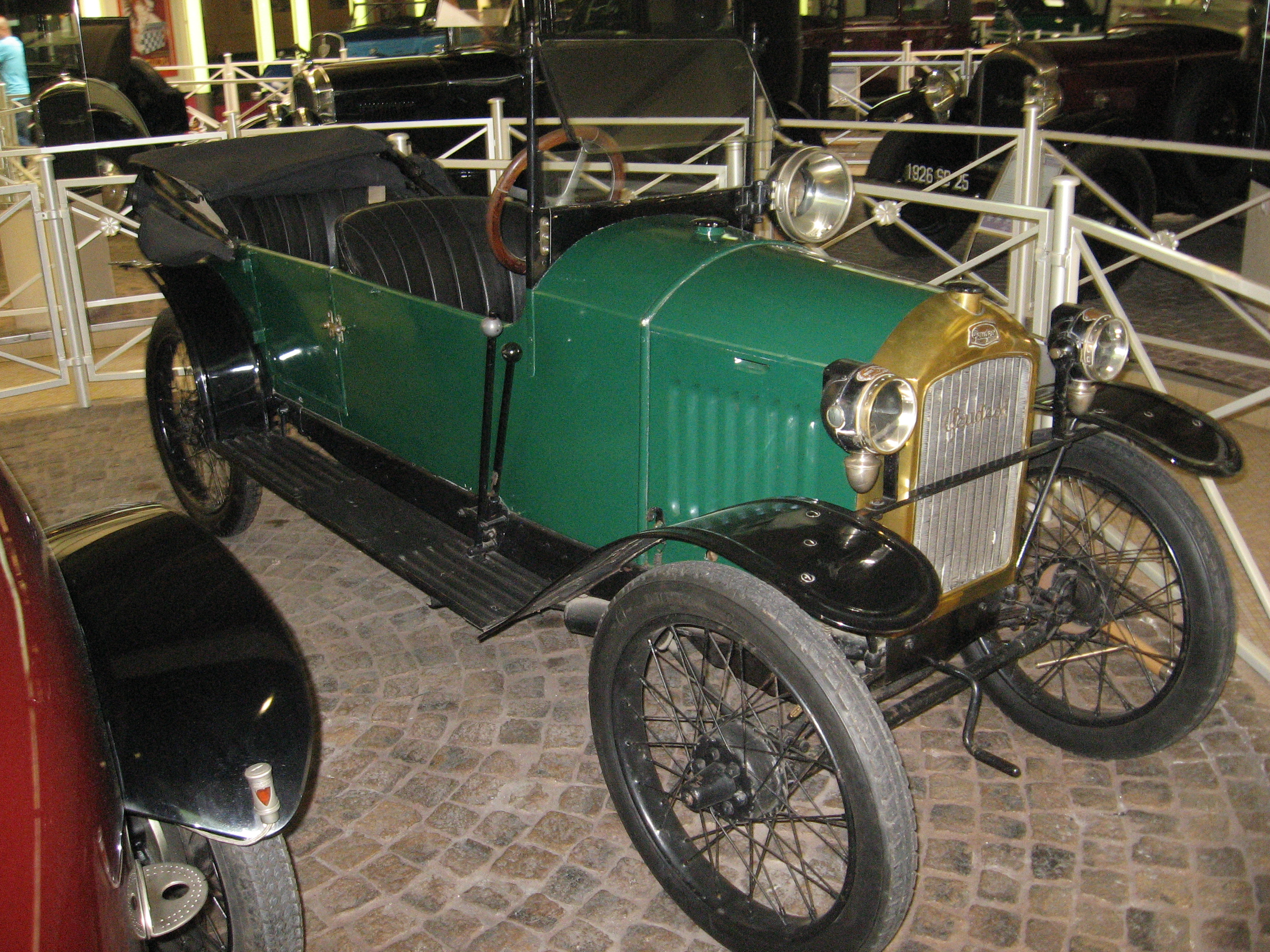
Uma Quadrilette, Tipo 161.

A apresentação oficial do Tipo 161, ocorreu no Salão do Automóvel de Bruxelas, realizado em outubro de 1920. O apelido de Quadrilette de deveu ao fato de ser um veículo muito simples e estreito, parecendo uma motocicleta de quatro rodas.
O 161 estava disponível para venda a partir de 1921. Para colocá-lo na menor faixa de tributação (a dos ciclocarros), que era de 100 francos anuais, o motor de 4 cilindros, 4 ciclos refrigerado a água, com apenas 667 cc, produzia 9,5 hp. Para ter alguma vantagem com essa baixa potência, ele era um veículo muito leve, com menos de 350 kg. O veículo era tão estreito que os dois assentos foram dispostos em tandem, isto é, um atrás do outro. Mais adiante, no final de 1921, o Tipo 161E foi lançado com assentos lado a lado, mas mesmo nesse, o passageiro ficava acomodado um pouco atrás (15 cm) do motorista, para que esse pudesse operar os pedais. O carro era vendido por 9.900 francos com faróis de acetileno e um pneu estepe, ou 9.400 francos sem esses opcionais. A economia de combustível era de impressionantes 20 km/l. A velocidade máxima era de 60 km/h.
Por todas essas características, o Tipo 161 se popularizou como o primeiro carro entre os jovens, além de ter atraído a atenção de algumas personalidades da época. A produção do 161 continuou durante 1922, sendo que o último deles saiu da linha de montagem em 31 de dezembro. 

## O Tipo 172

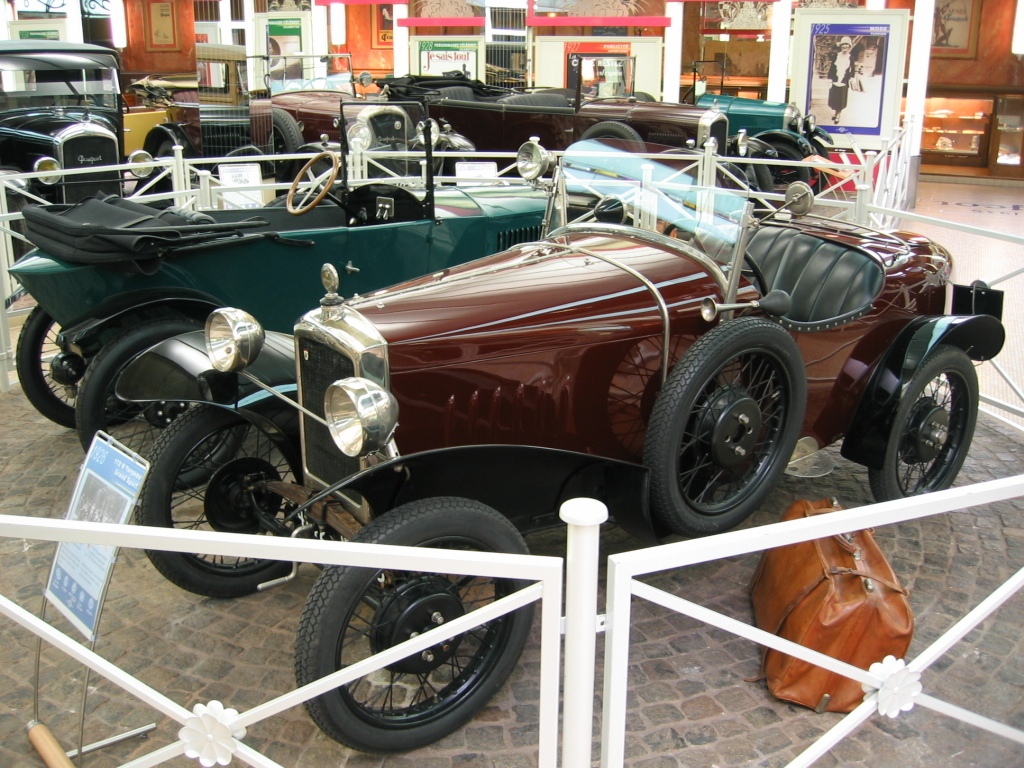
Uma Quadrilette esportiva,
a Tipo 172 Grand Sport.

O Tipo 161, foi substituído pelo Tipo 172, sendo que as primeiras versões do novo modelo mantiveram o apelido de Quadrilette.
O projeto do 161 foi sofrendo modificações e o seu sucessor o 172 começou a ser produzido em 1923. As estradas naquela época já começavam a ficar mais largas, e um modelo mais largo como o 172 com dois assentos lado a lado, aumentaria o conforto e o espaço dos ocupantes. Por outro lado, uma distância entre eixos menor, liberava mais espaço para o porta malas. O motor foi mantido e o peso total mantido baixo. Uma versão um pouco mais potente do 172, com motor de 720 cc e carroceria "roadster", chamada Tipo 172 BS também conhecida como Quadrilette Grand Sport, foi lançada em 1924, tendo 100 exemplares produzidos.
O Tipo 172 foi comercializado a preços que variaram dependendo do grau de acabamento, variando de: de 7.700 para apenas um chassi até 11.300 francos para uma versão esportiva preparada para corridas. 

## Produção
A produção total da "família Quadrilette" foi de 12.305 unidades durante três anos, representando 31% da produção de veículos da Peugeot naquele período. Estranhamente, as duas primeiras variantes do Tipo 172 foram associados à família "Quadrilette". As variantes que se sucederam do mesmo Tipo 172 se popularizaram com o nome de Peugeot 5CV. A partir de 1925, a denominação Quadrilette caiu em desuso.
| Modelo      | Ano       | Produção |
| ----------- | --------- | -------- |
| Tipo 161    | 1920–1922 | 3.500    |
| Tipo 172    | 1923–1924 | 8.705    |
| Tipo 172 BS | 1924      | 100      |